# Bellbrook, Ohio
Bellbrook là một thành phố thuộc quận Greene, tiểu bang Ohio, Hoa Kỳ. Năm 2010, dân số của thành phố này là 6943 người.

## Dân số
- Dân số năm 2000: 7009 người.
- Dân số năm 2010: 6943 người.